# Daniel Gran
Daniel Gran (Viena, 22 de maio de 1694 – Sankt Pölten, 16 de abril de 1757) foi um pintor austríaco. Suas pinturas ornamentam diversas edificações públicas de sua cidade natal. Foi personalidade de alguma consideração em seu tempo e depois de um século de domínio italiano um dos primeiros pintores importantes dos países de língua alemã, mas suas obras são atualmente relativamente pouco conhecidas fora da Áustria e Alemanha.

## Vida e educação

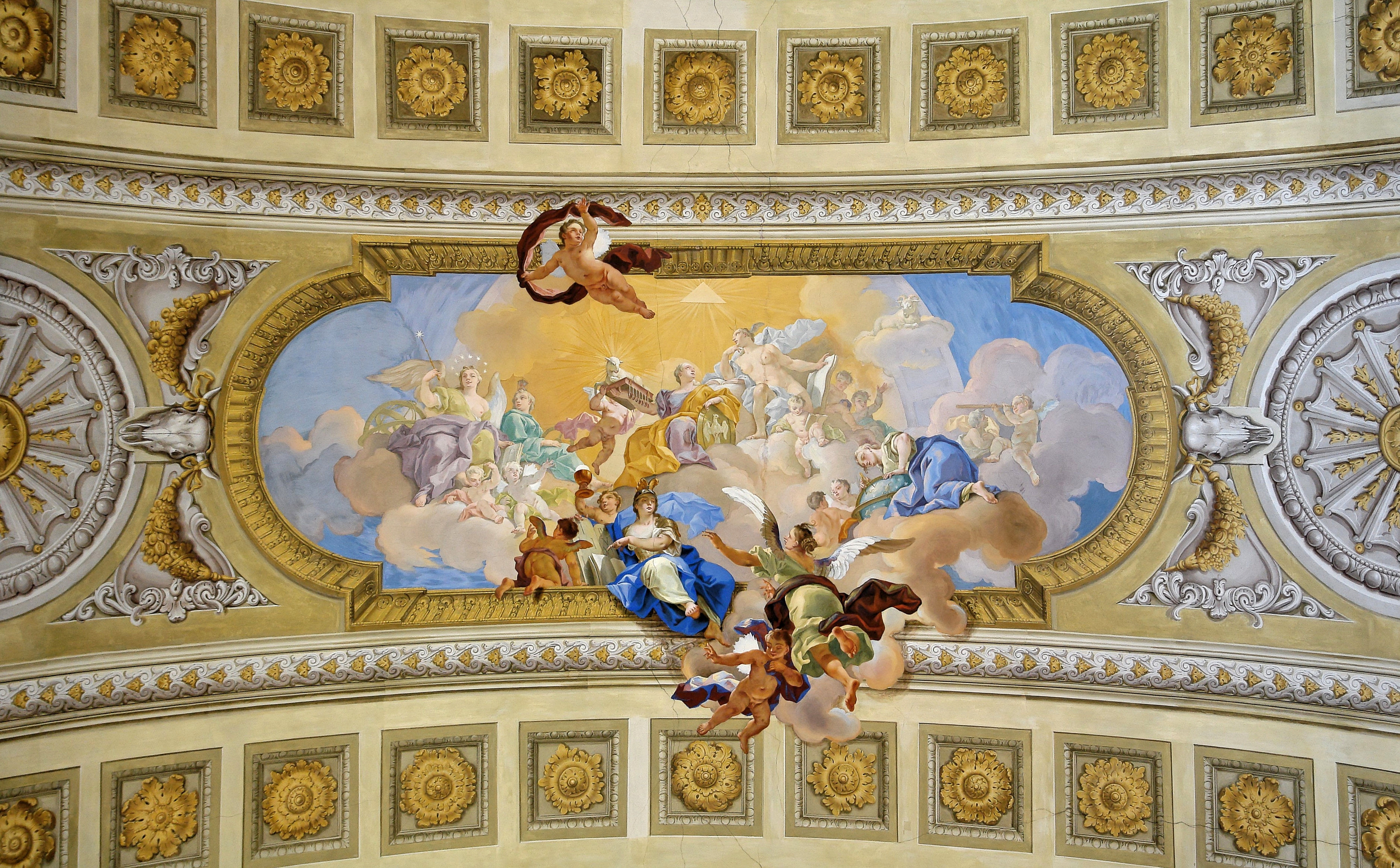
Biblioteca Nacional Austríaca. Sala de gala: alegoria da paz e céu. Pintura do teto feita por Daniel Gran, completada em 1730.

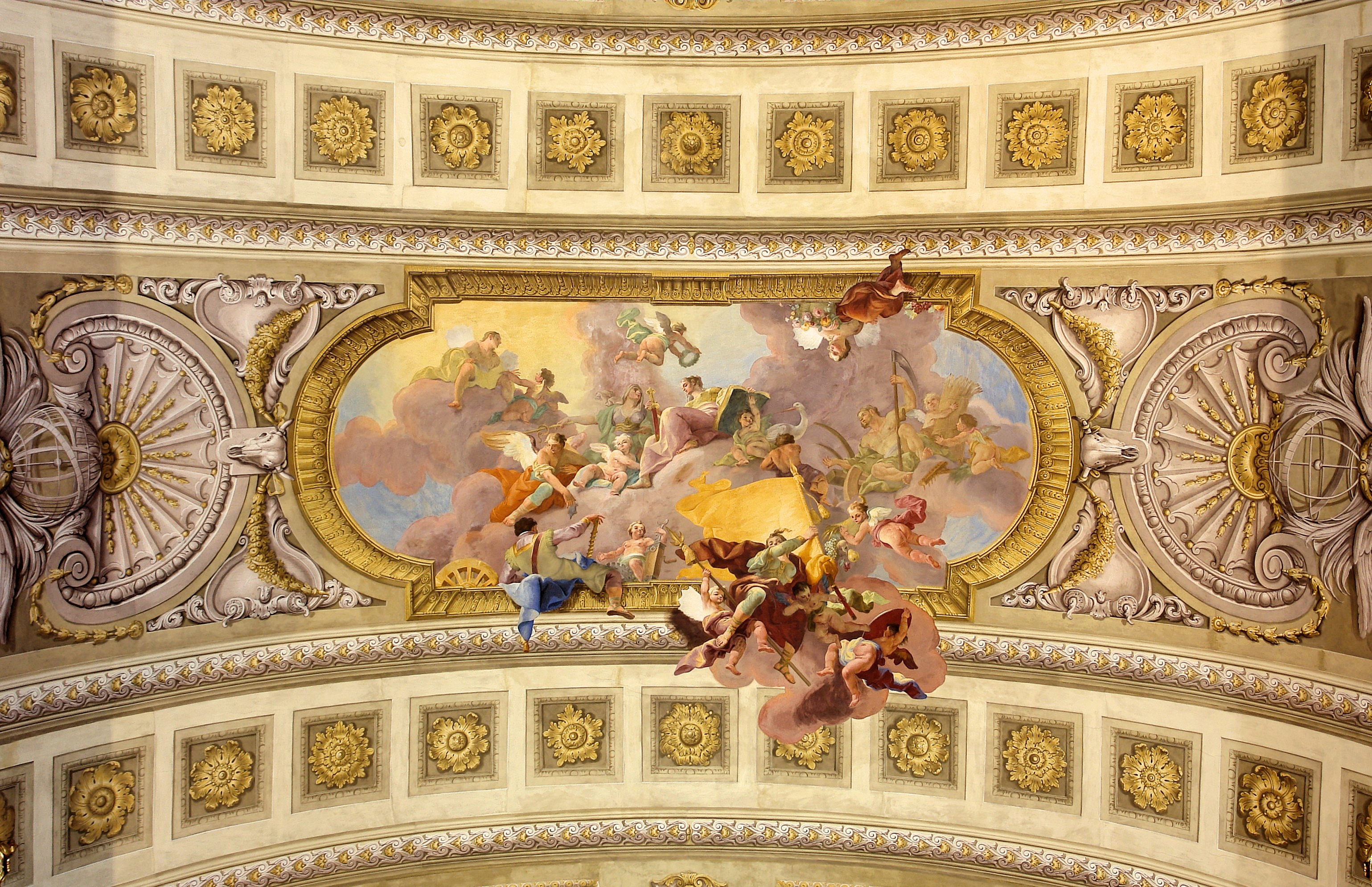
Biblioteca Nacional Austríaca. Sala de gala: alegoria da guerra e lei. Pintura do teto feita por Daniel Gran, completada em 1730.

Gran foi um dos filhos do cozinheiro real de Leopoldo I da Áustria. Foi apoiado pela Casa de Schwarzenberg, que o apoiou financeiramente em seus estudos e viagens na Itália, onde estudou principalmente com Sebastiano Ricci em Veneza e Francesco Solimena em Nápoles. Suas obras são notadas como uma oscilação entre a influência veneziana no colorido e a influência napolitana na composição. Além de pintar para a Casa de Schwarzenberg, também pintou para a Casa de Habsburgo; em 1727 foi apontado pintor da corte.
A partir de 1732 usou o título "Daniel le Grand," e a partir de 1736 com o predicado "della Torre".
Em 1894, no distrito de Viena Rudolfsheim-Fünfhaus (15º Distrito), a Grangasse street foi denominada em sua memória.

## Obras
Afrescos
- Palais Schwarzenberg (Viena)
- Prunksaal of the Österreichische Nationalbibliothek (formerly Hofbibliothek) (Viena)
- Eckartsau castle
- Pilgrimage church Sonntagberg
- cathedral in Sankt Pölten
- Kaisersaal in Stift Klosterneuburg
- Neues Rathaus and Landhaussaal in Brno

Altares
- Churches in the Stift Herzogenburg and Stift Lilienfeld
- Parish Church of Hirschstetten
- Cathedral in Sankt Pölten
- St Anna's church (Viena)
- Auto-retrato no monastério de Herzogenburg.

## Galeria

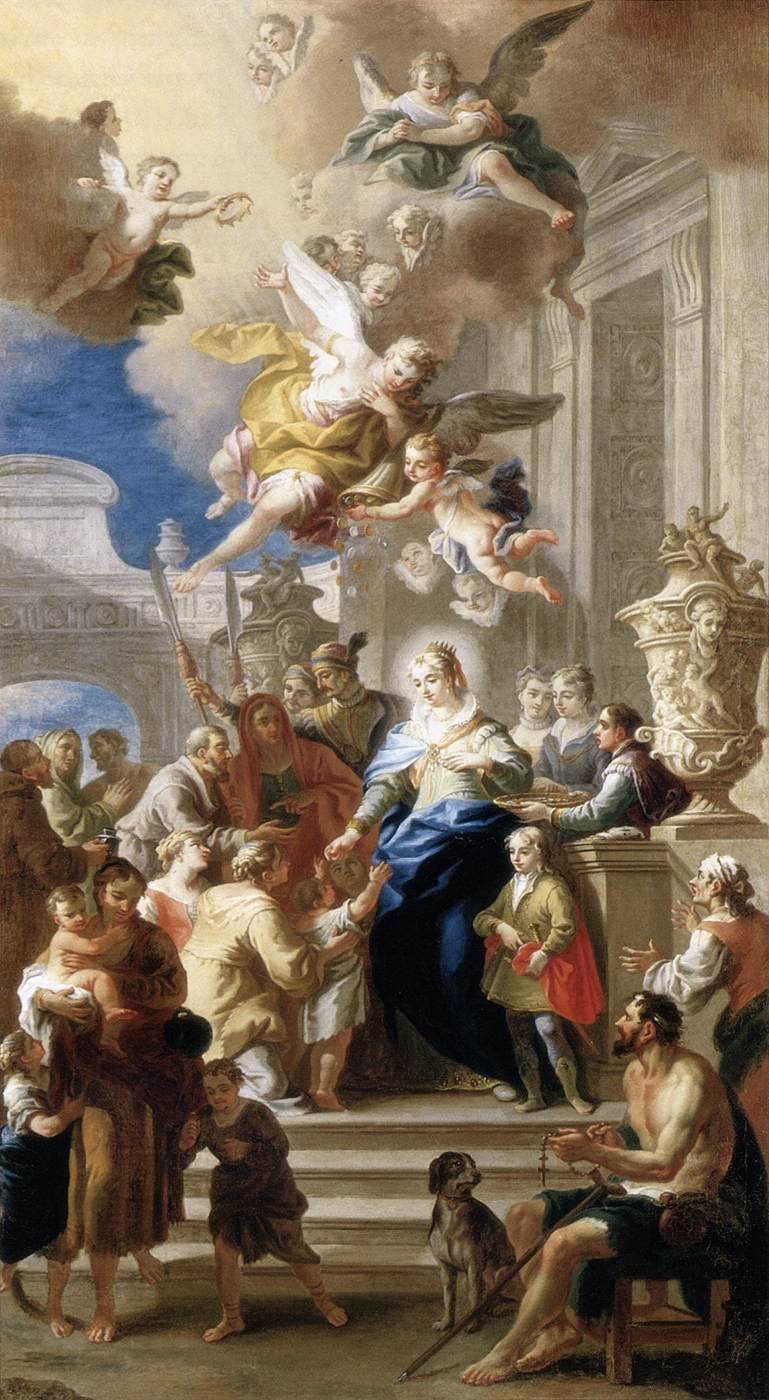
St. Elizabeth Distributing Alms, 1736
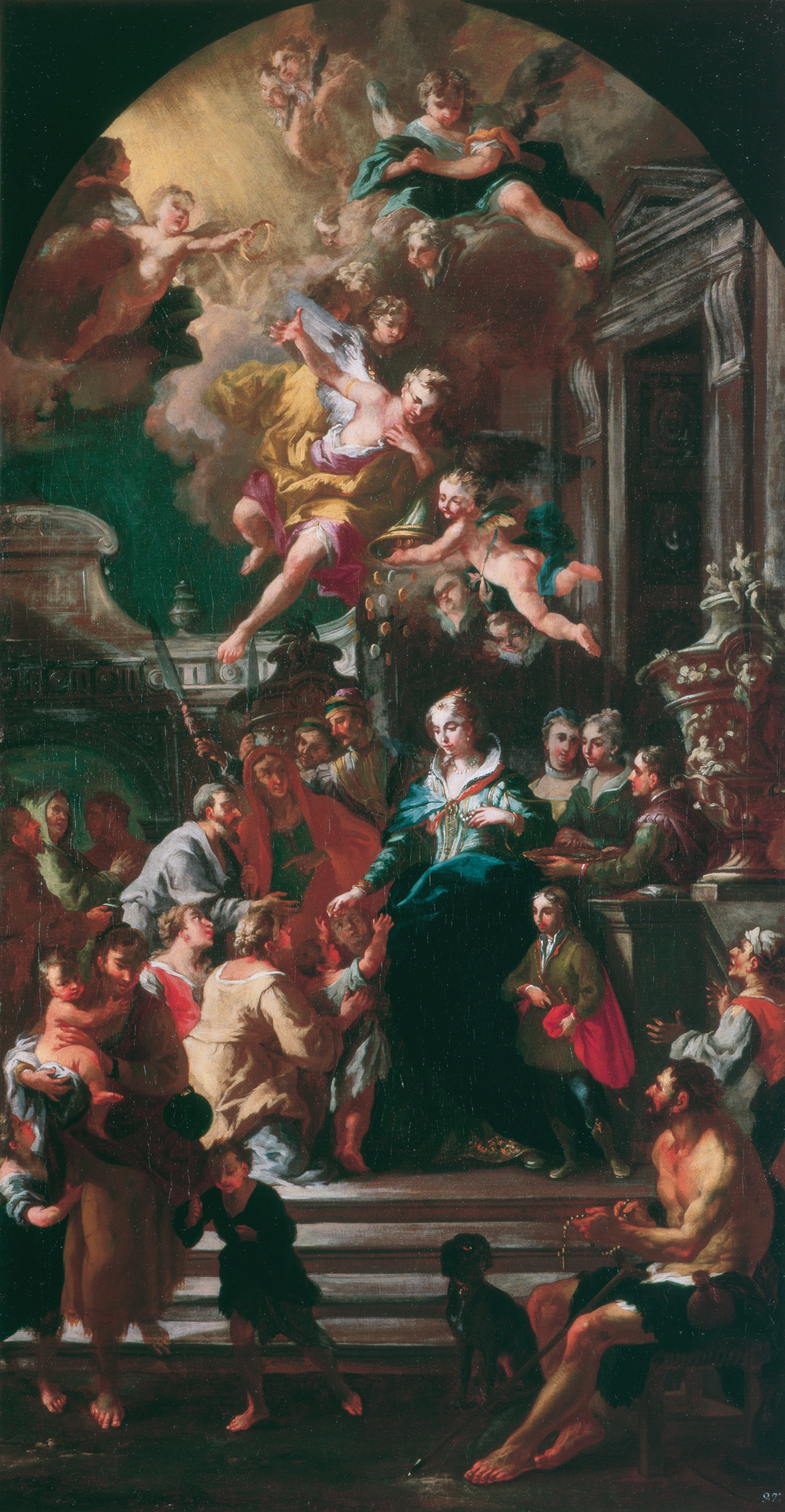
Charity of St. Elizabeth of Portugal, 1736/1737
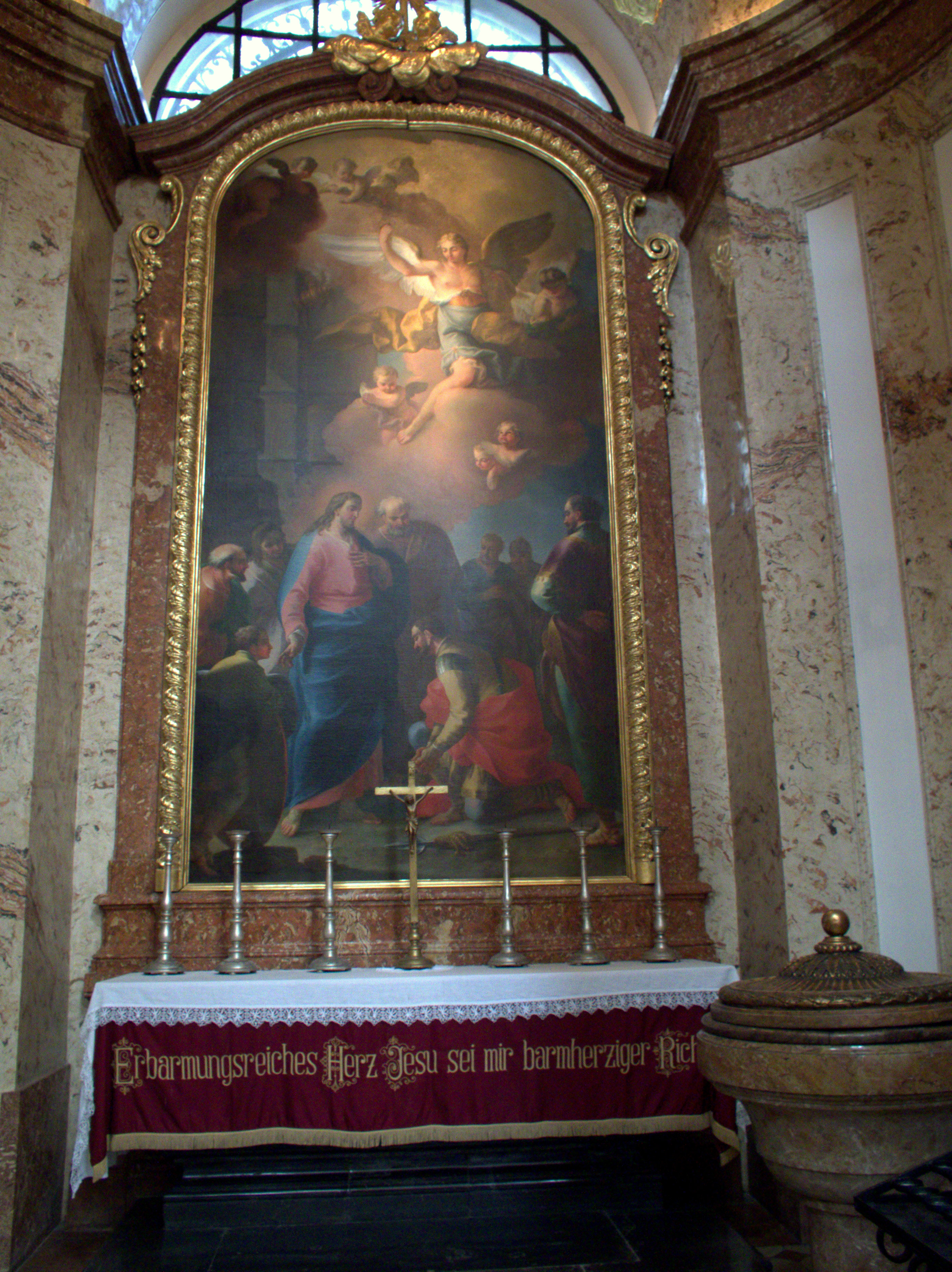
Christ and the Roman Captain, 1736
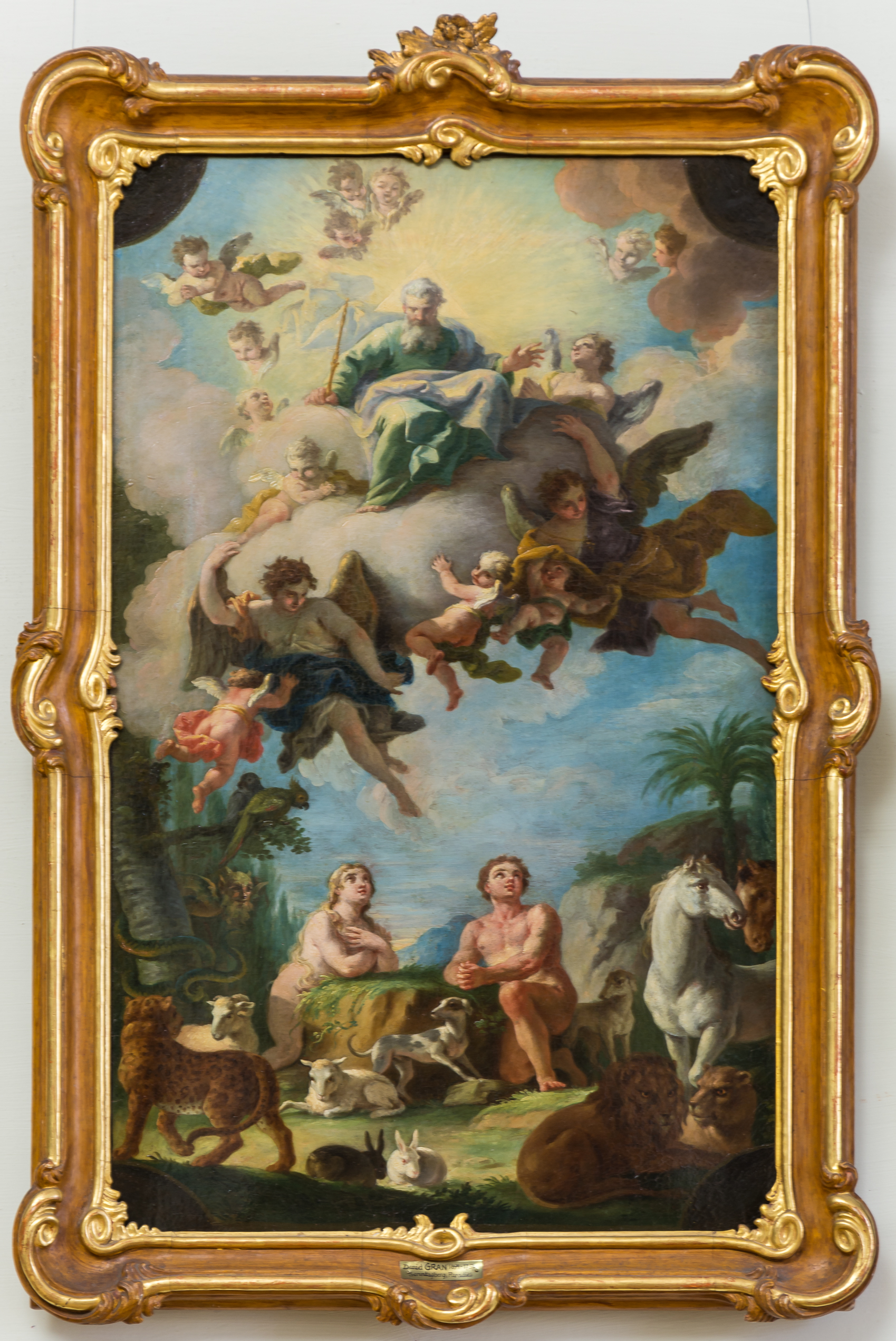
Paradise (sketch for a ceiling fresco in Sonntagberg basilica, Austria), 1736
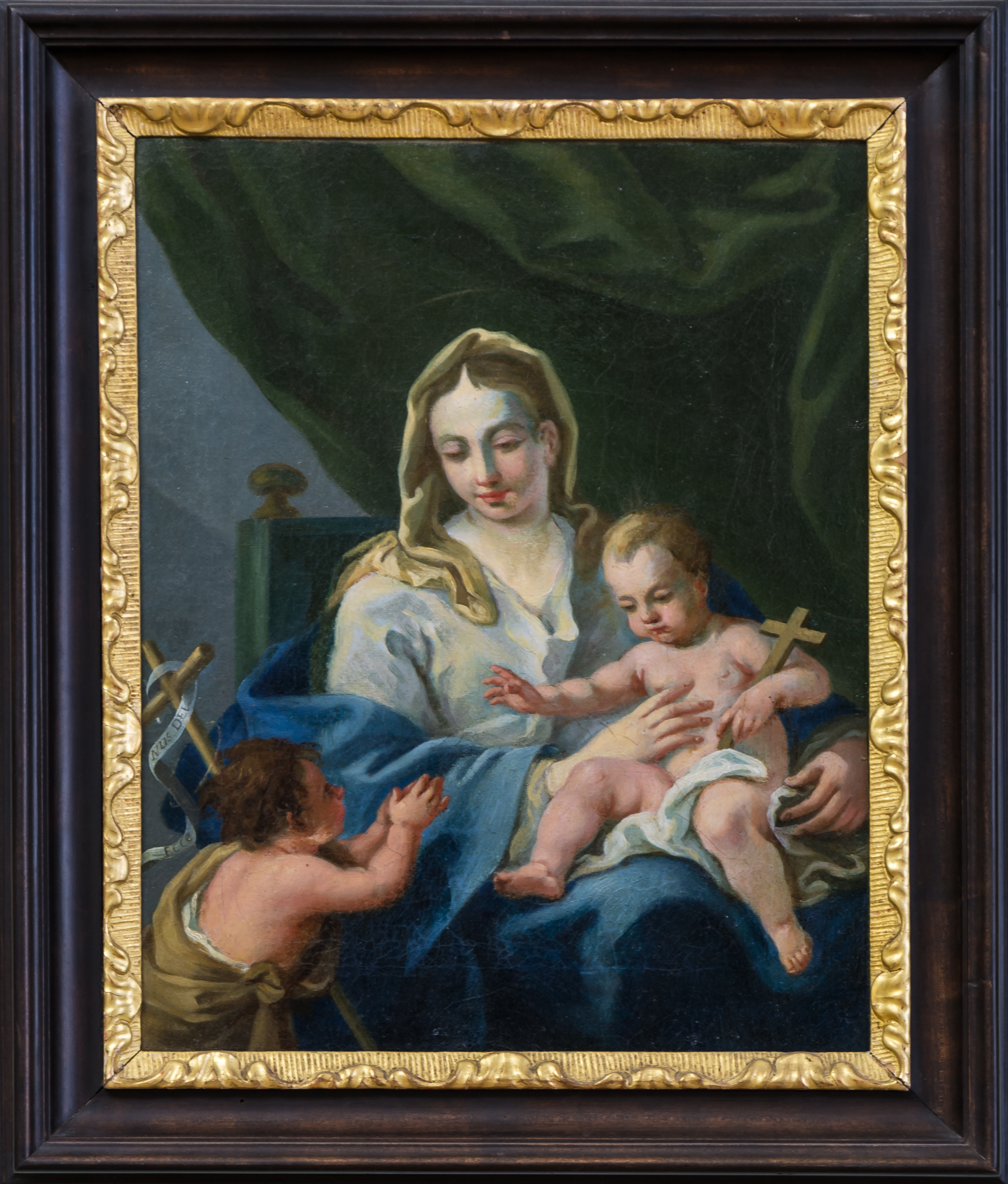
Mary with Jesus and John, 1745
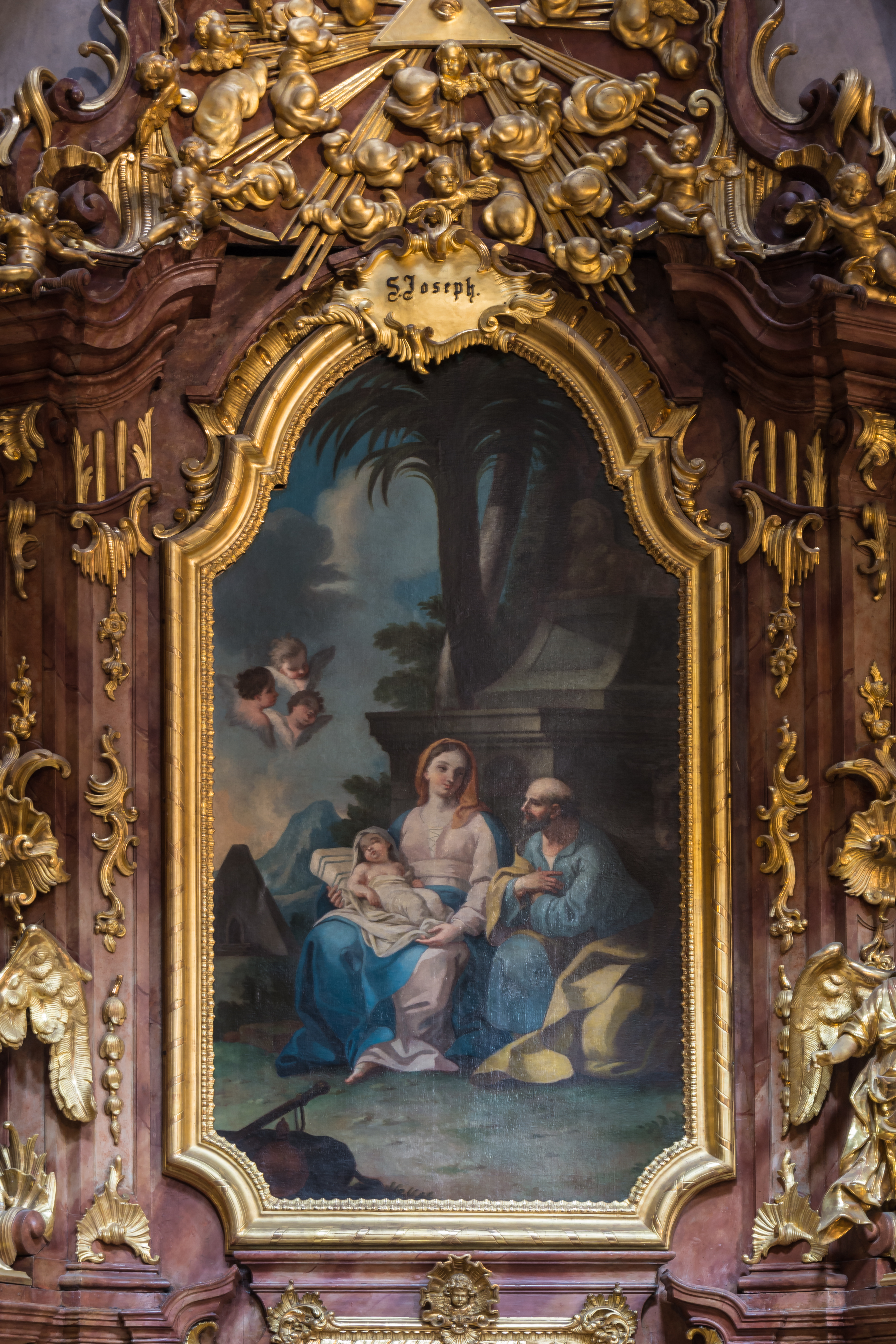
Rest on the Flight to Egypt, 1746
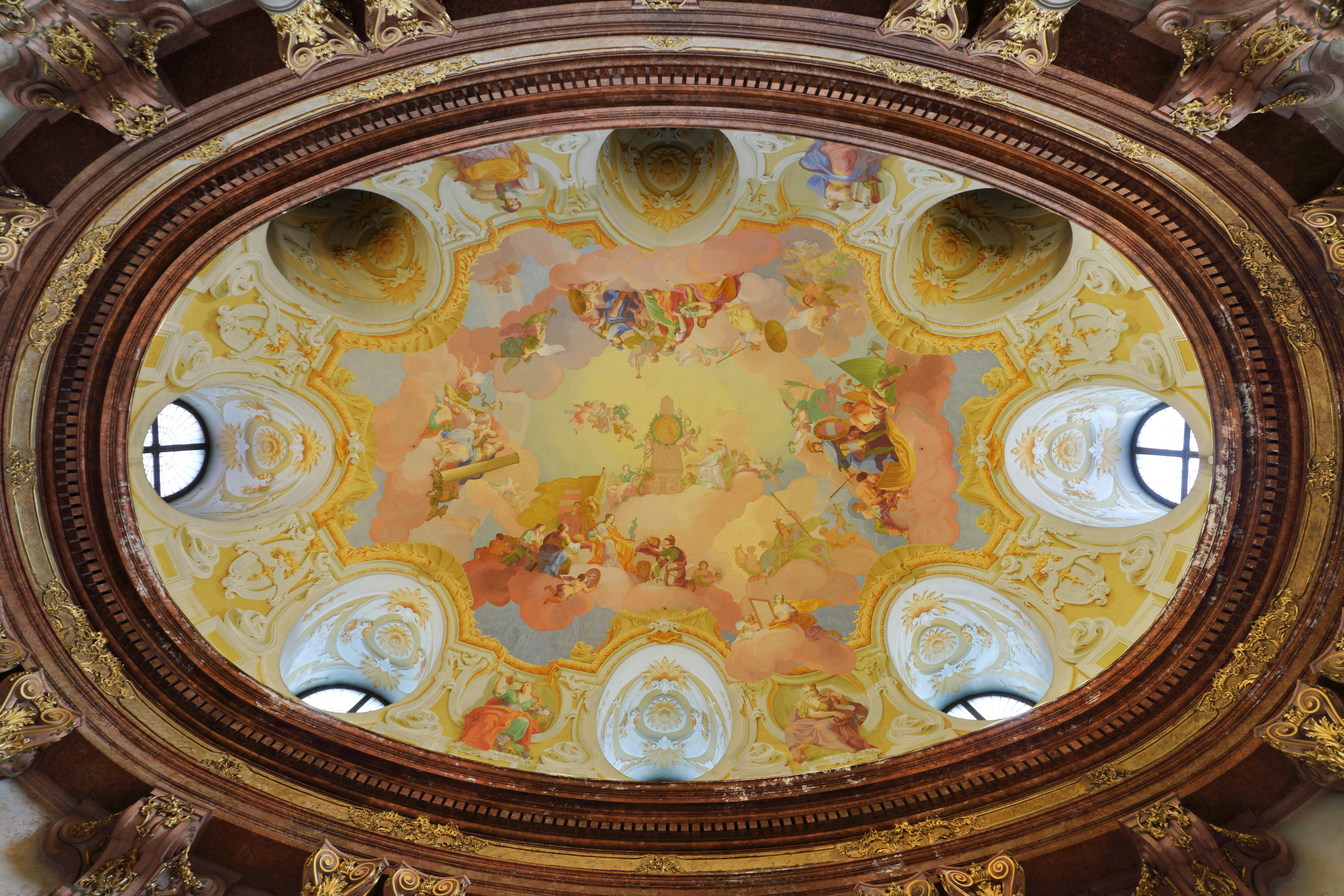
Glory of the House of Austria, Ceiling fresco in marble hall of Klosterneuburg Monastery (1749)
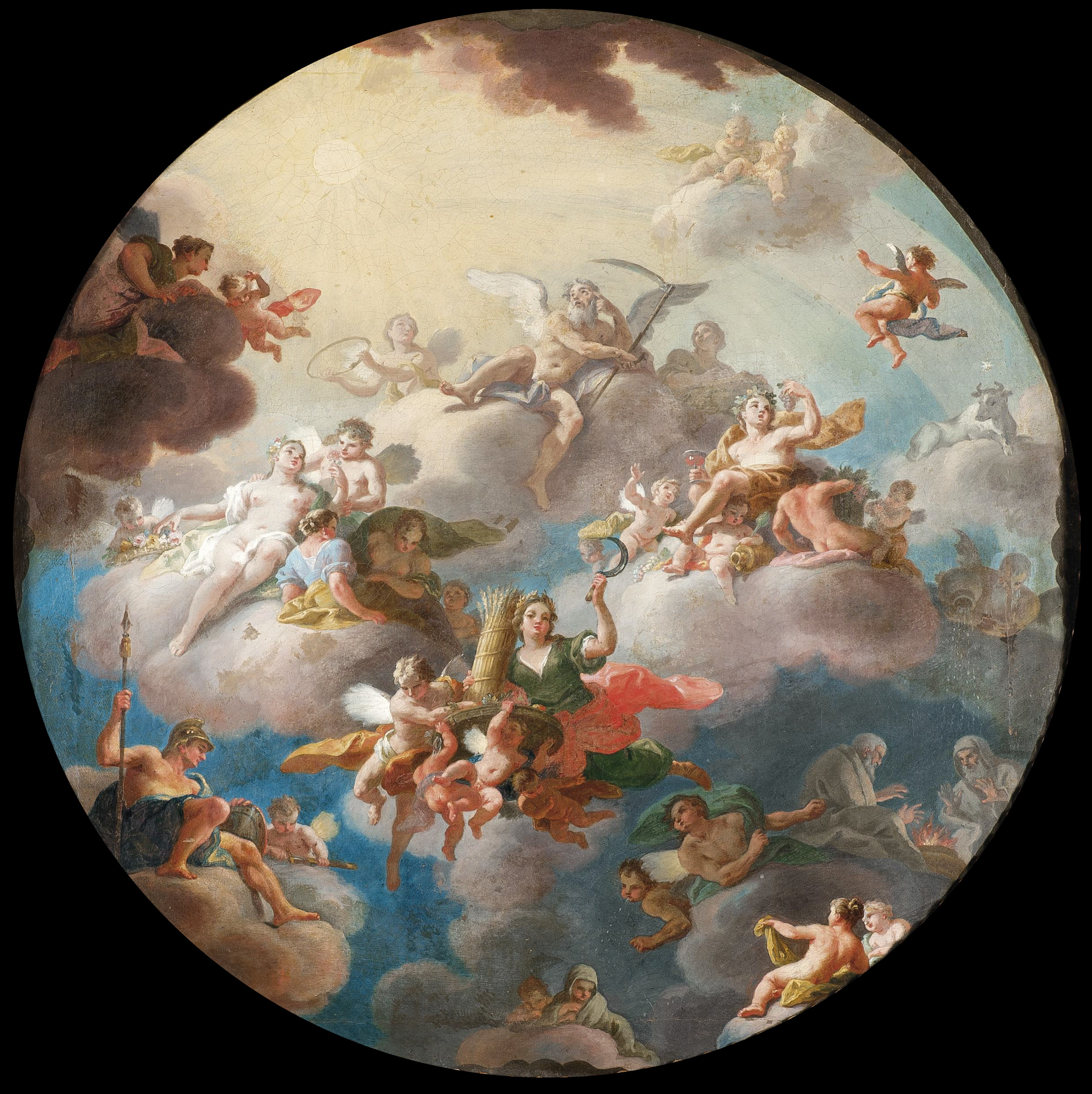
Allegory of Four Seasons, 1757
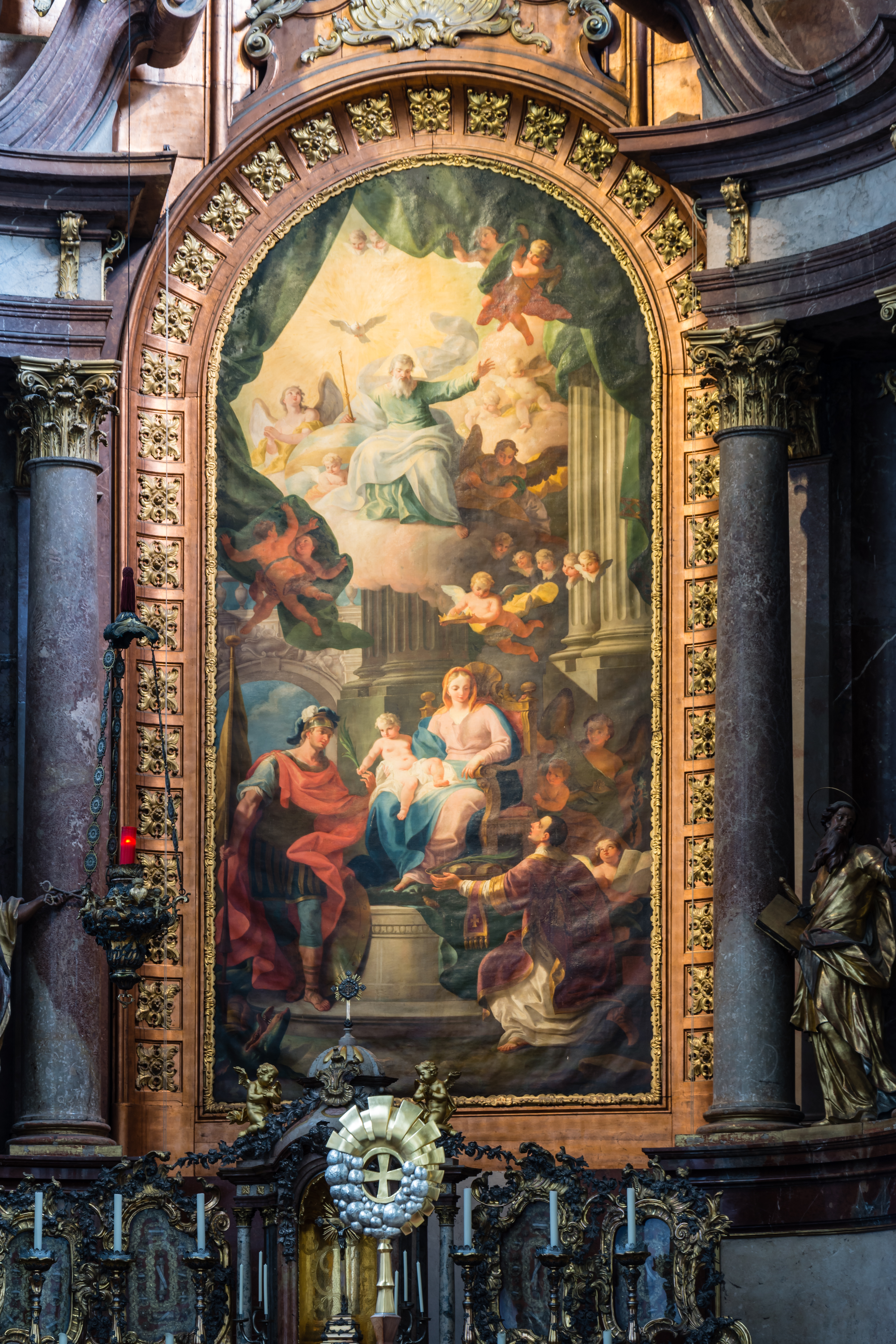
Madonna and Child with the St. George and St. Stephen
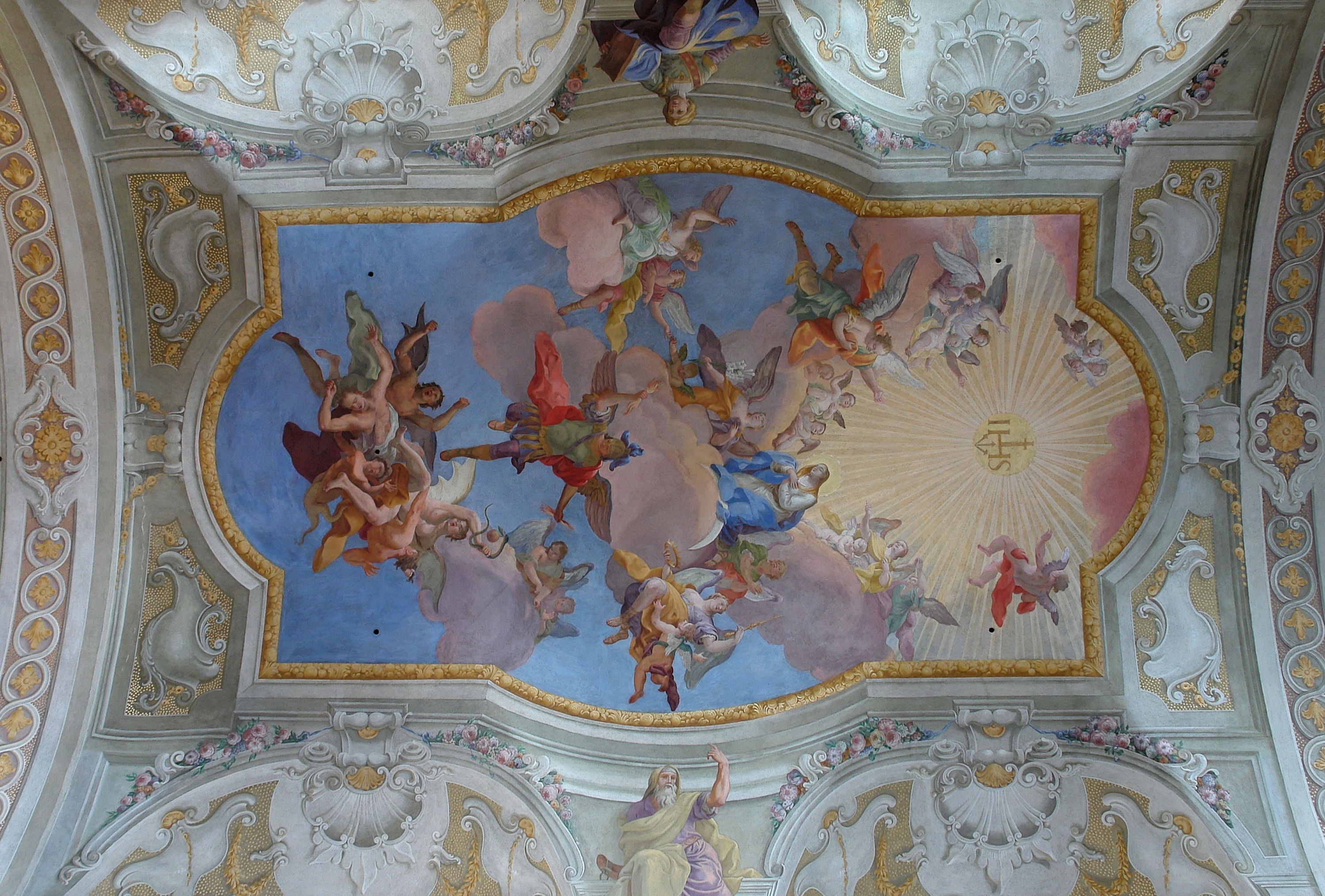
Glory of Virgin Mary
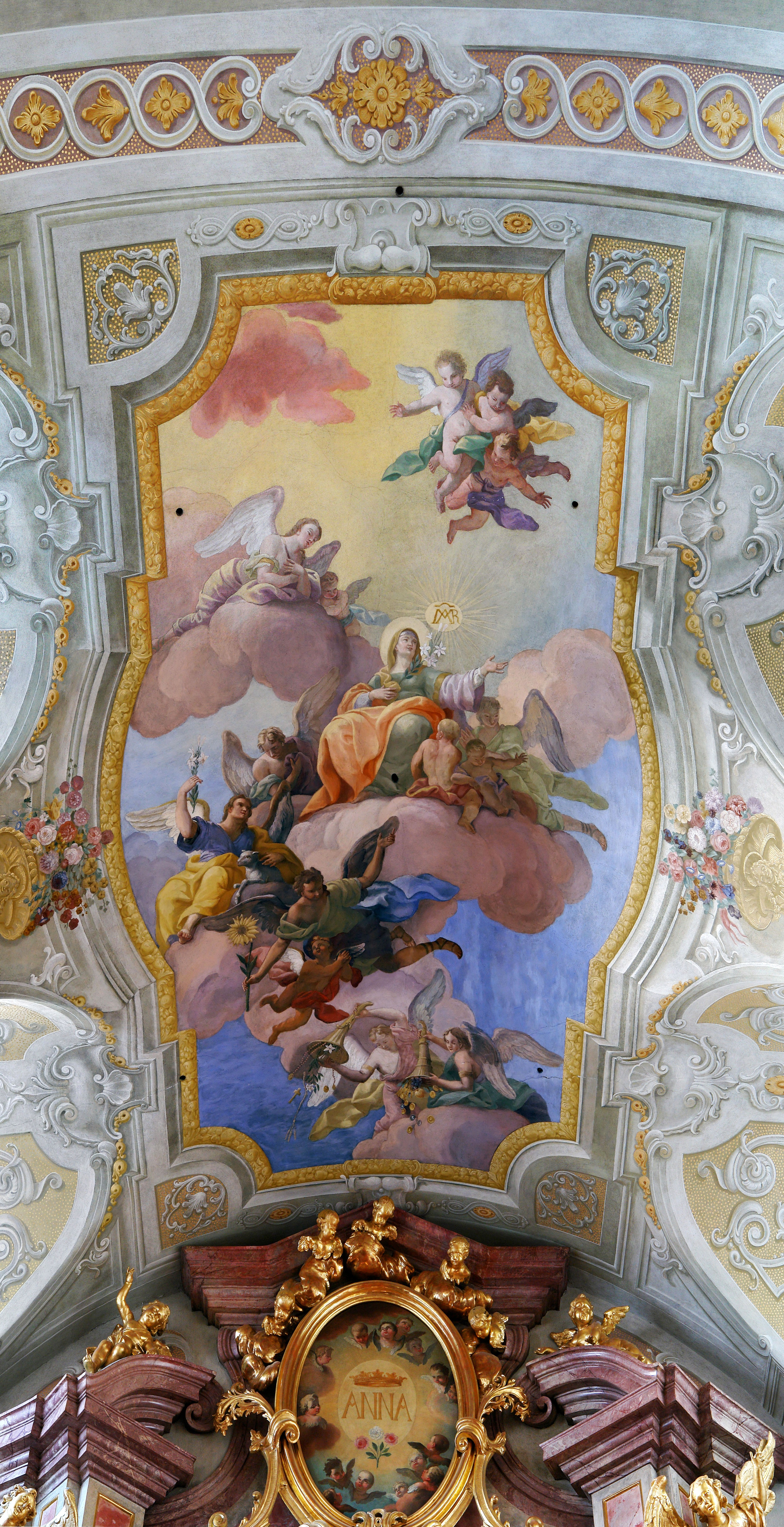
St. Anne in St. Anne's Church, Viena
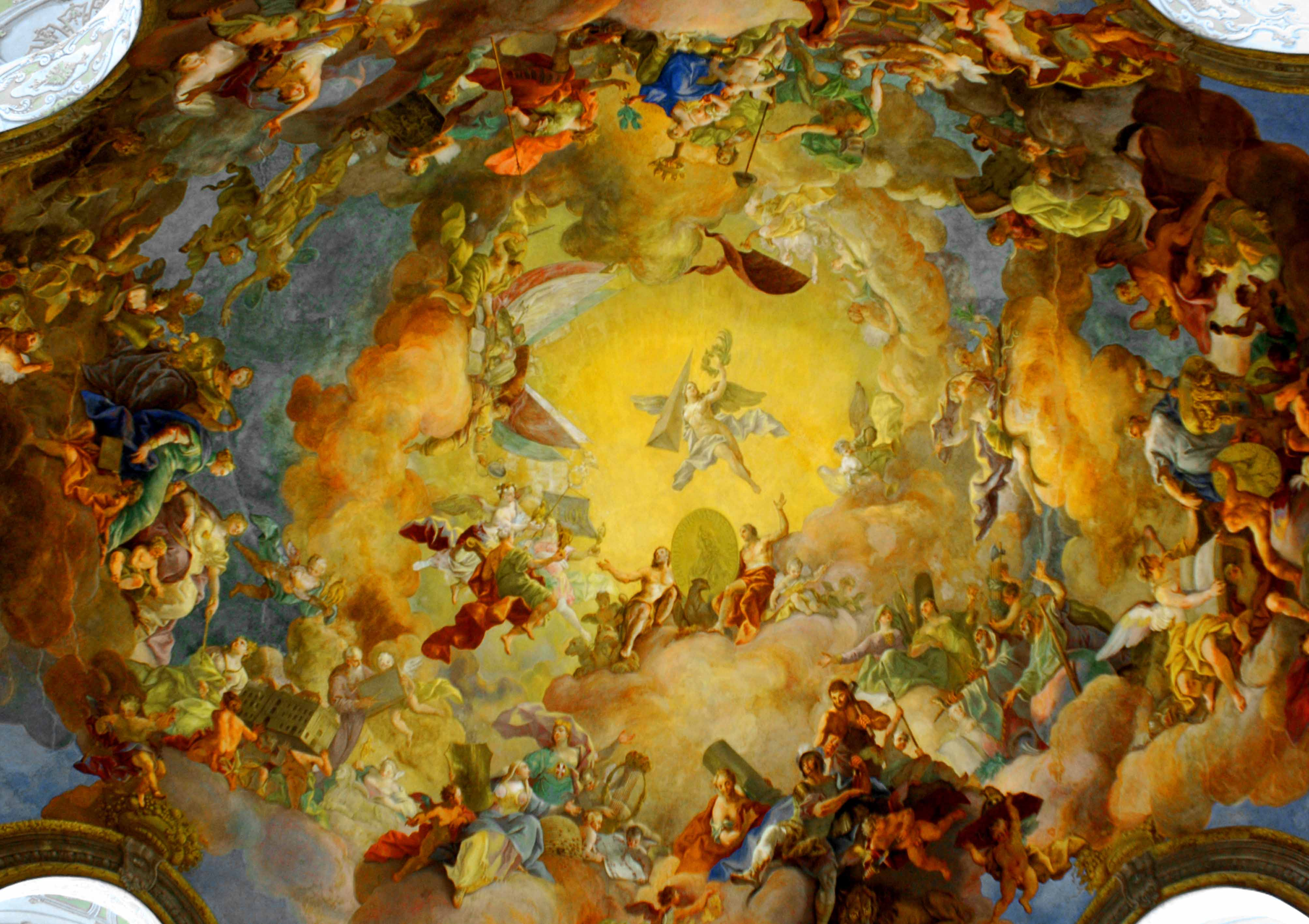
Ceiling fresco of the State Hall dome